# Jacqueline Aguilera Marcano
Jacqueline Aguilera Marcano (n. 17 noiembrie 1976, Valencia, Venezuela, Carabobo, Venezuela) este un fotomodel din Venezuela, care în prezent conduce agenția de modă în Venezuela. Ea a câștigat mai multe titluri la diferite  concursuri de frumusețe printre care în Venezuela devine Miss Venezuela și pe plan internațional Miss World 1995.

## Date biografice
Jacqueline Aguilera, ia parte la concursul de frumusețe din Veneyuela în anul 1995 și este clasată pe locul doi după Alicia Machado, care a fost aleasă în anul următor Miss Universe. Aguilera fiind pe locul doi poate participa la concursul Miss World, care are loc în Sun City  (Africa de Sud) unde va ocupa locul cinci. Ea va fi următoarea Miss World după Aishwarya Rai din India, fiind învinsă apoi și ea la puncte în 1996 de Irene Skliva din Grecia. Un alt titlu obținut de Jacqueline, a fost locul întâi în 1995 la concursul Top Model of the World, care a avvut loc  Miami, Florida. În prezent  Jacqueline Aguiler a preluat conducerea unei agenții de modă din Venezuela.